# سگد
سِگِد (به مجاری: Szeged) سومین شهر بزرگ مجارستان و مرکز استان چونگراد-چاناد است. بر پایه آمار سال ۲۰۱۰، جمعیت آن برابر با ۱۶۹٬۷۳۱ نفر و مساحتش ۵۹۴٫۸ کیلومتر مربع است.

## نام شهر
نام سگد احتمالاً از یک واژه کهن مجاری به معنی گوشه (szeg) گرفته شده‌است، چرا که رود تیسا در محل این شهر تغییر جهت می‌دهد. روایتی دیگر این نام را مشتق از واژه مجاری sziget به معنی جزیره می‌داند. برخی دیگر نیز szeg را به معنی بلوند تیره می‌دانند که به رنگ آب محل تلاقی رود تیسا و مورش اشاره دارد.

## نگارخانه

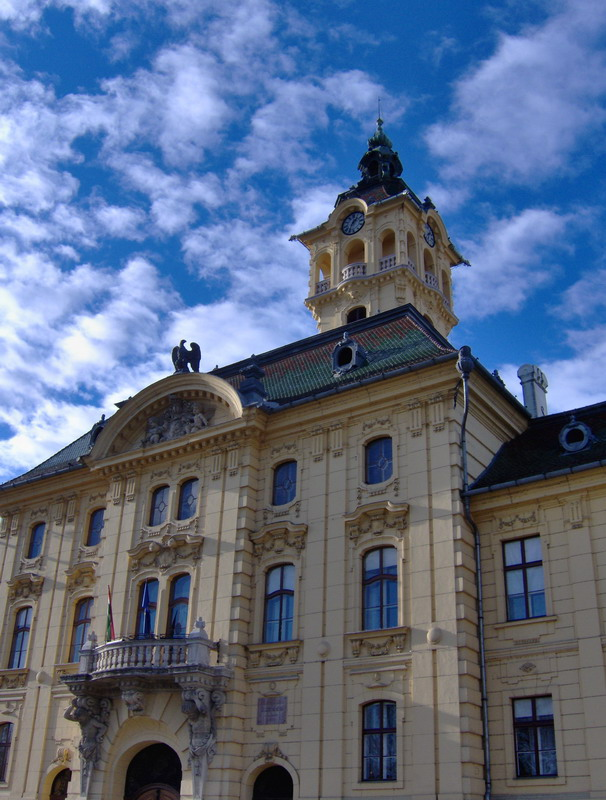
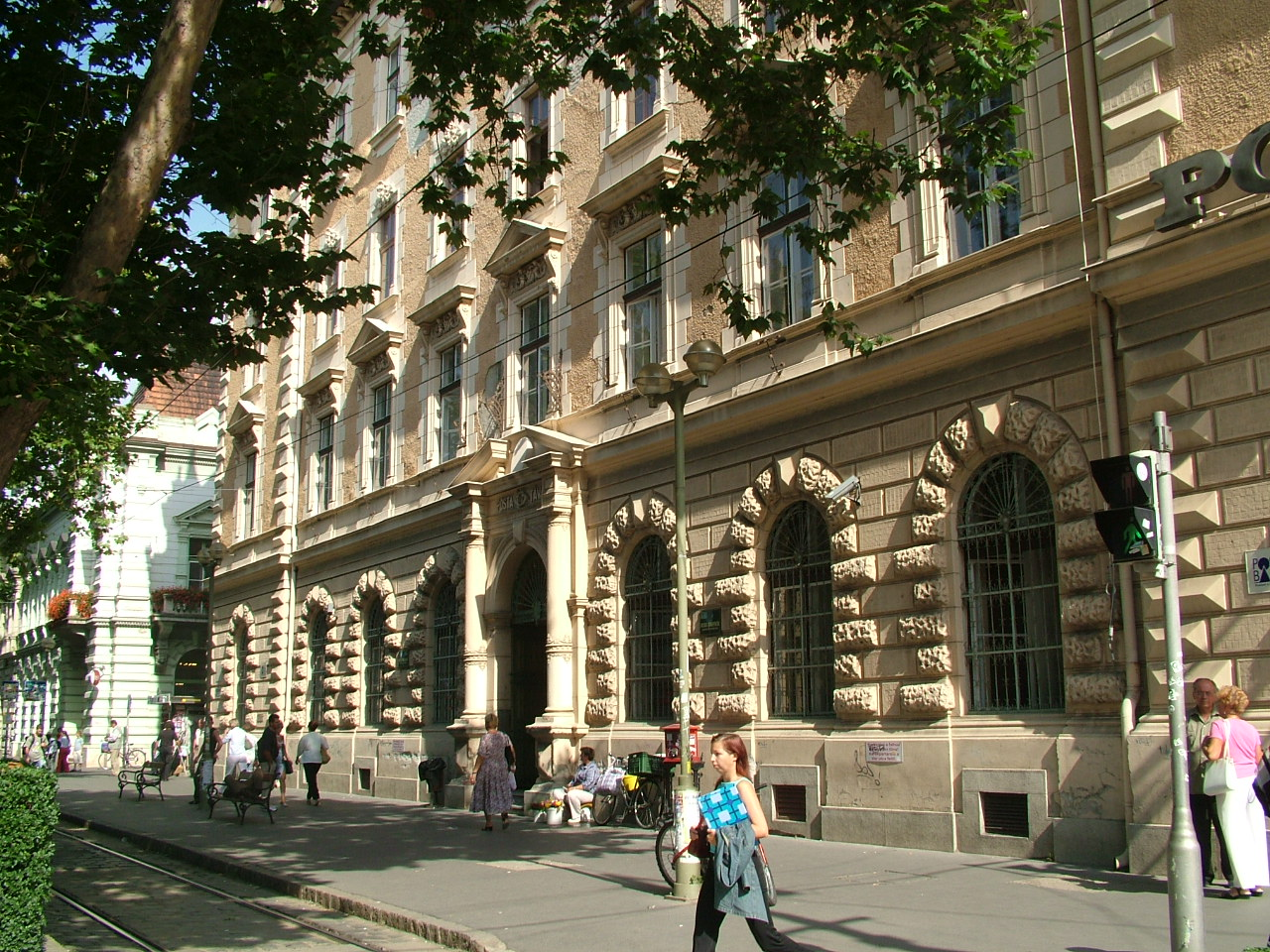
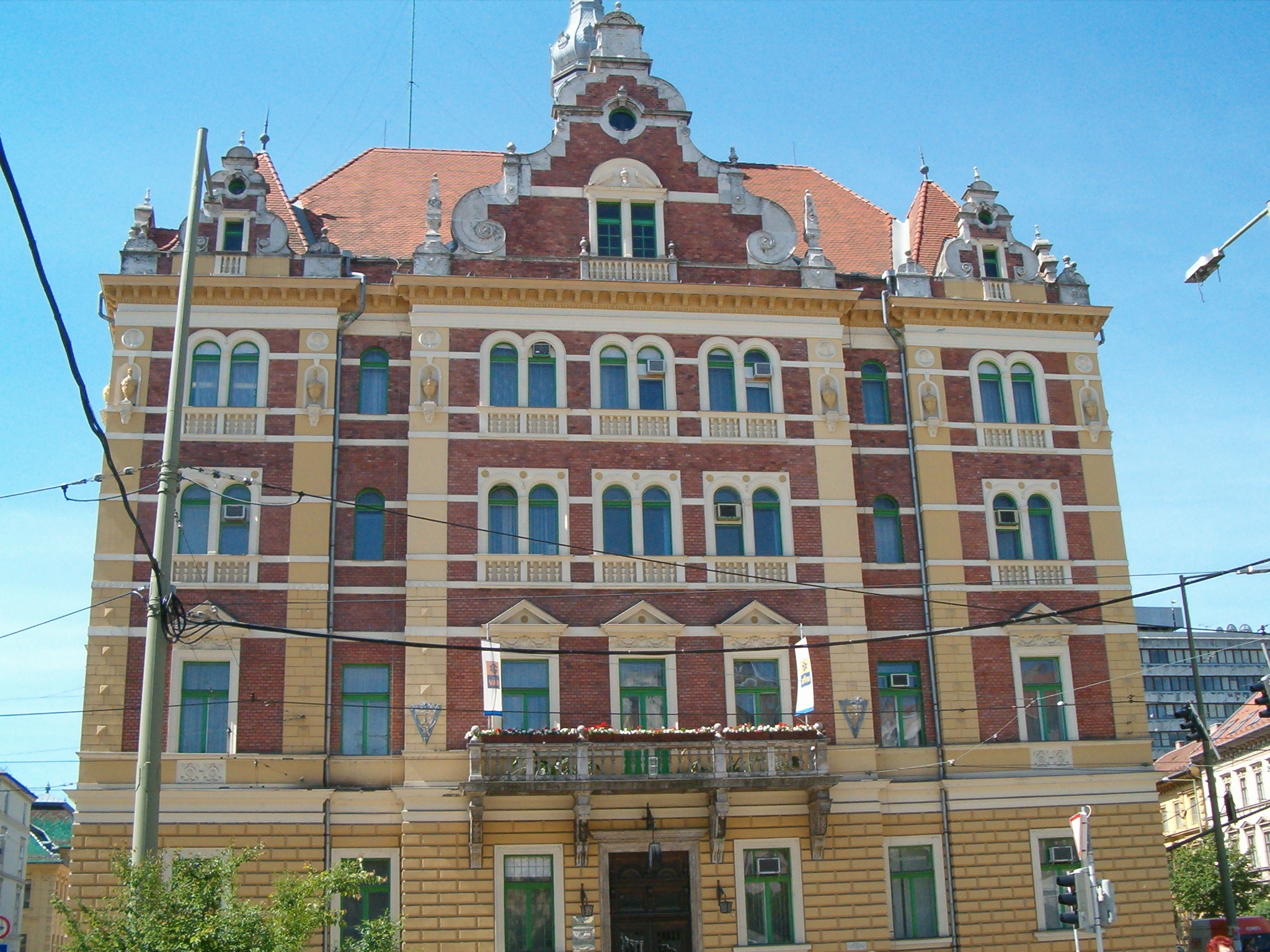
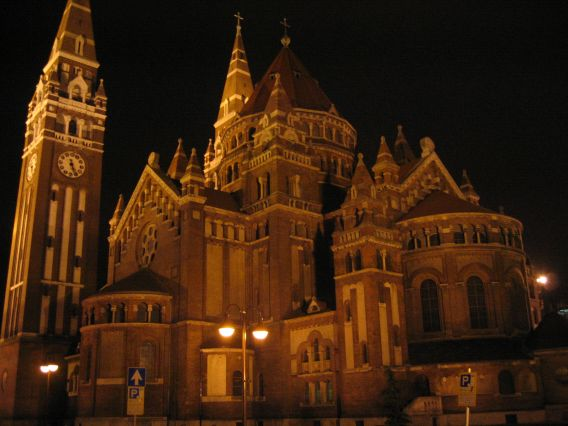
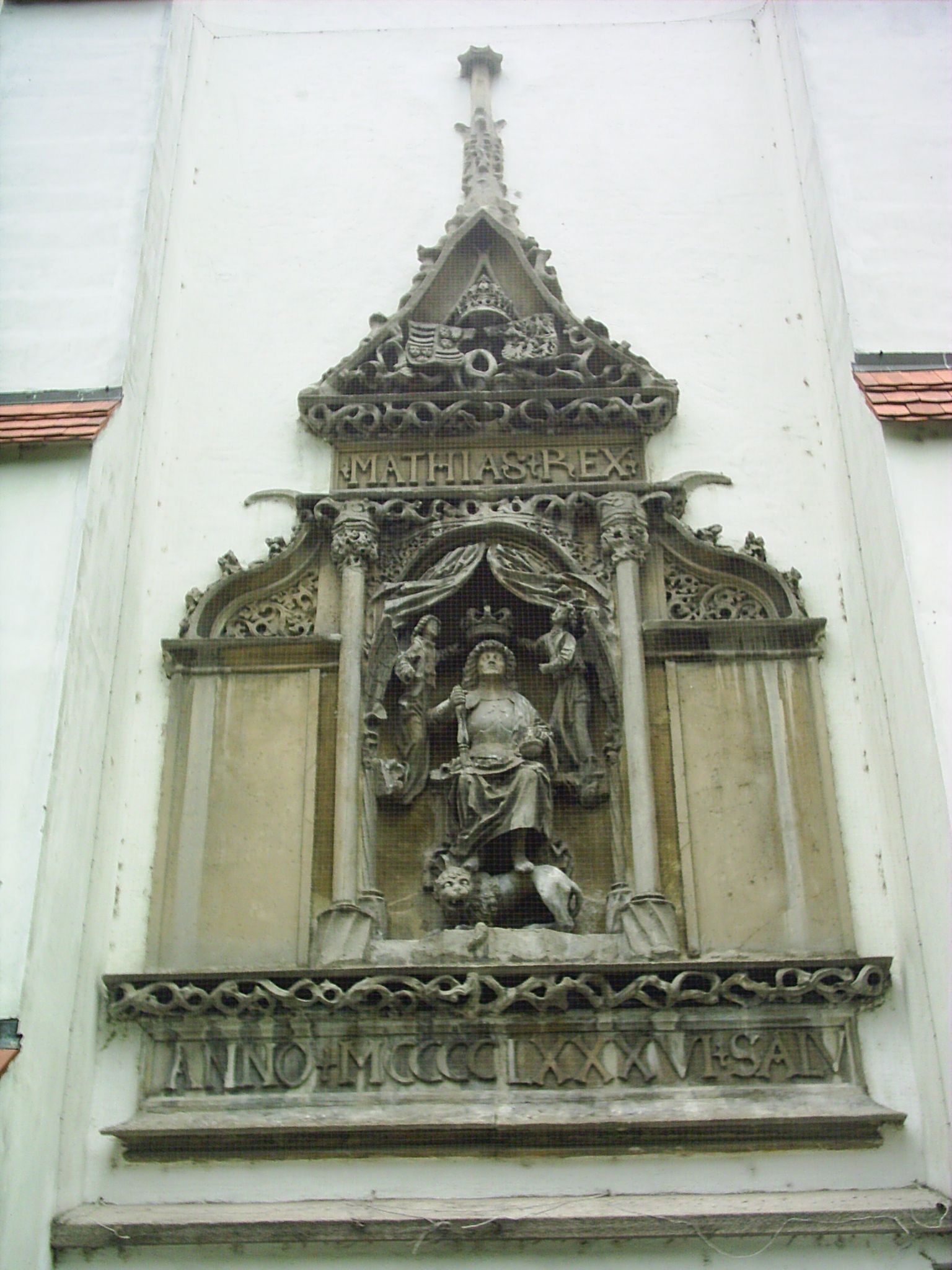
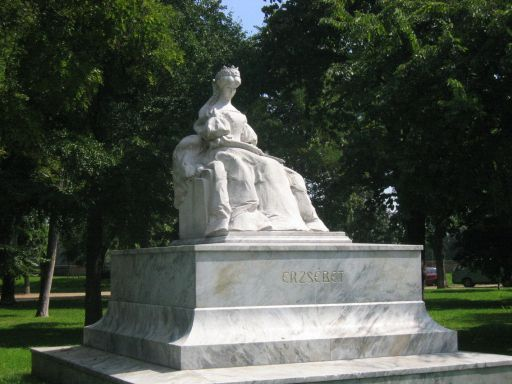
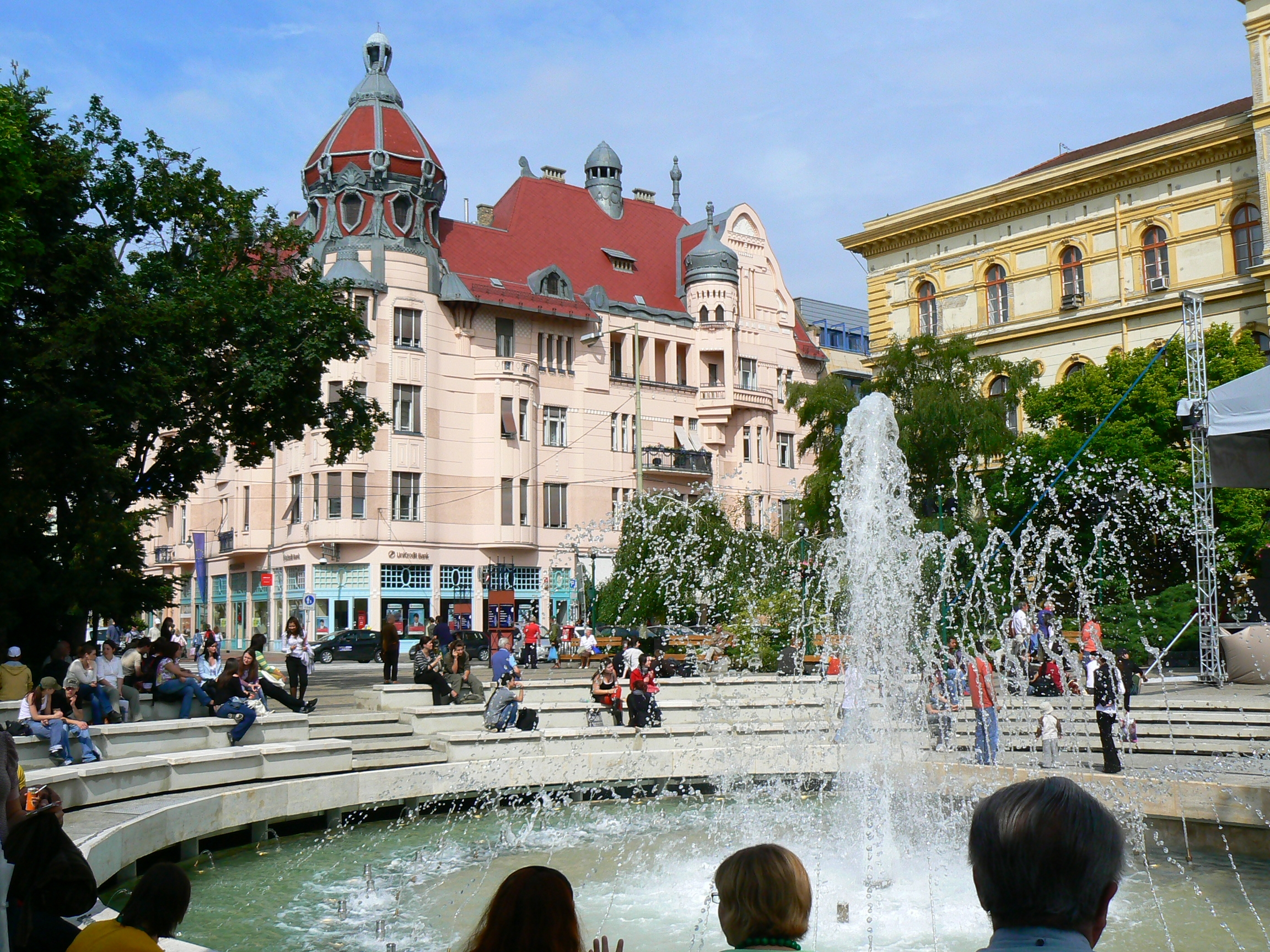
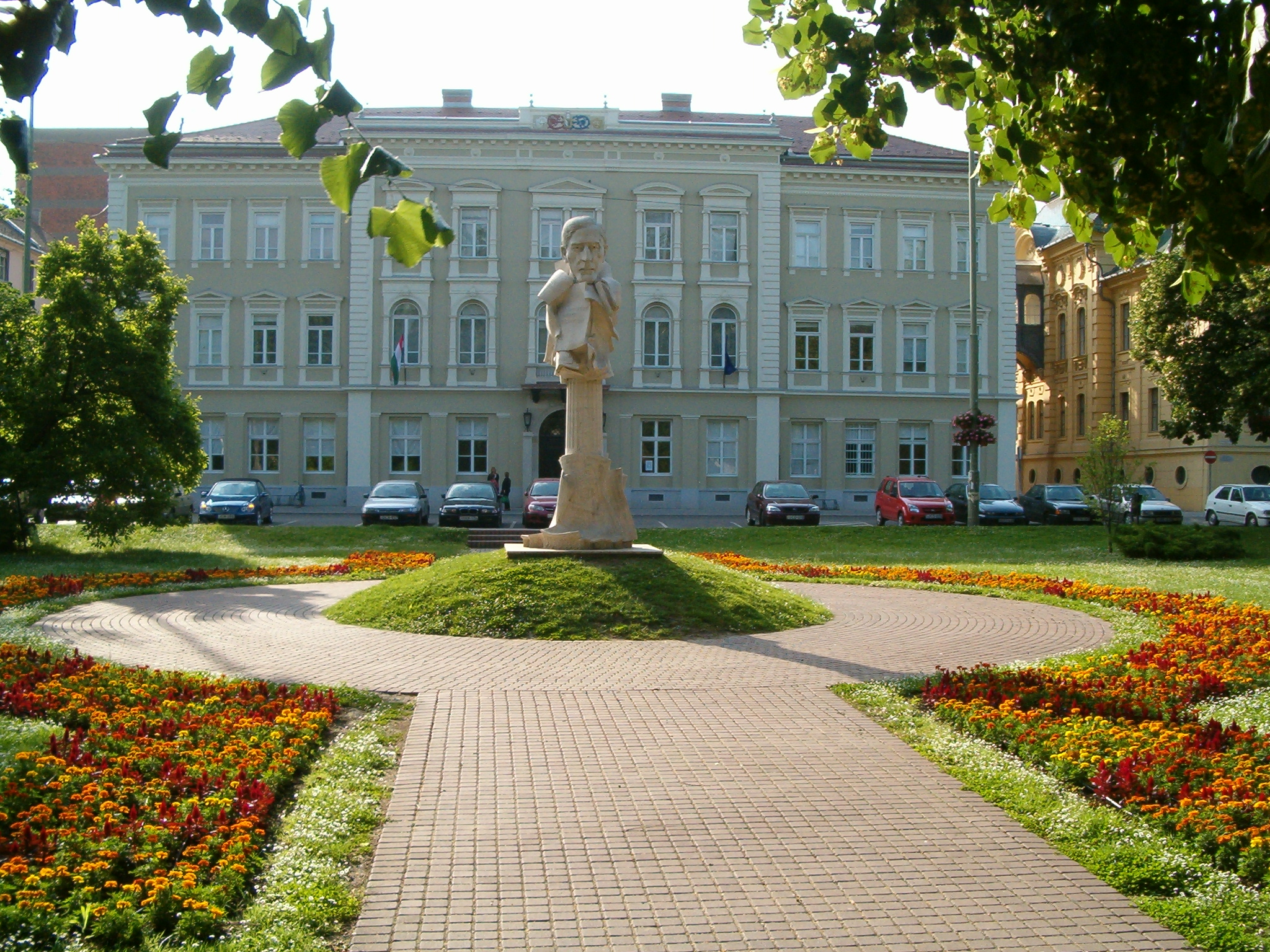
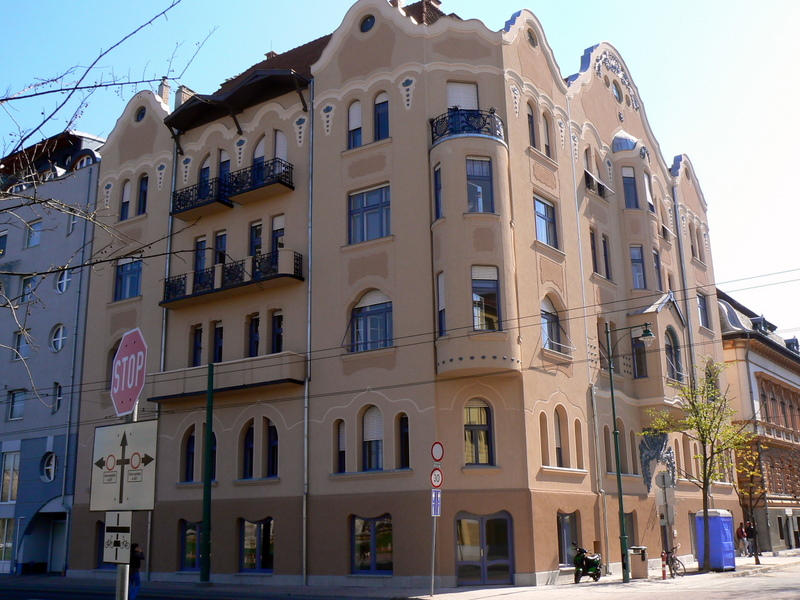
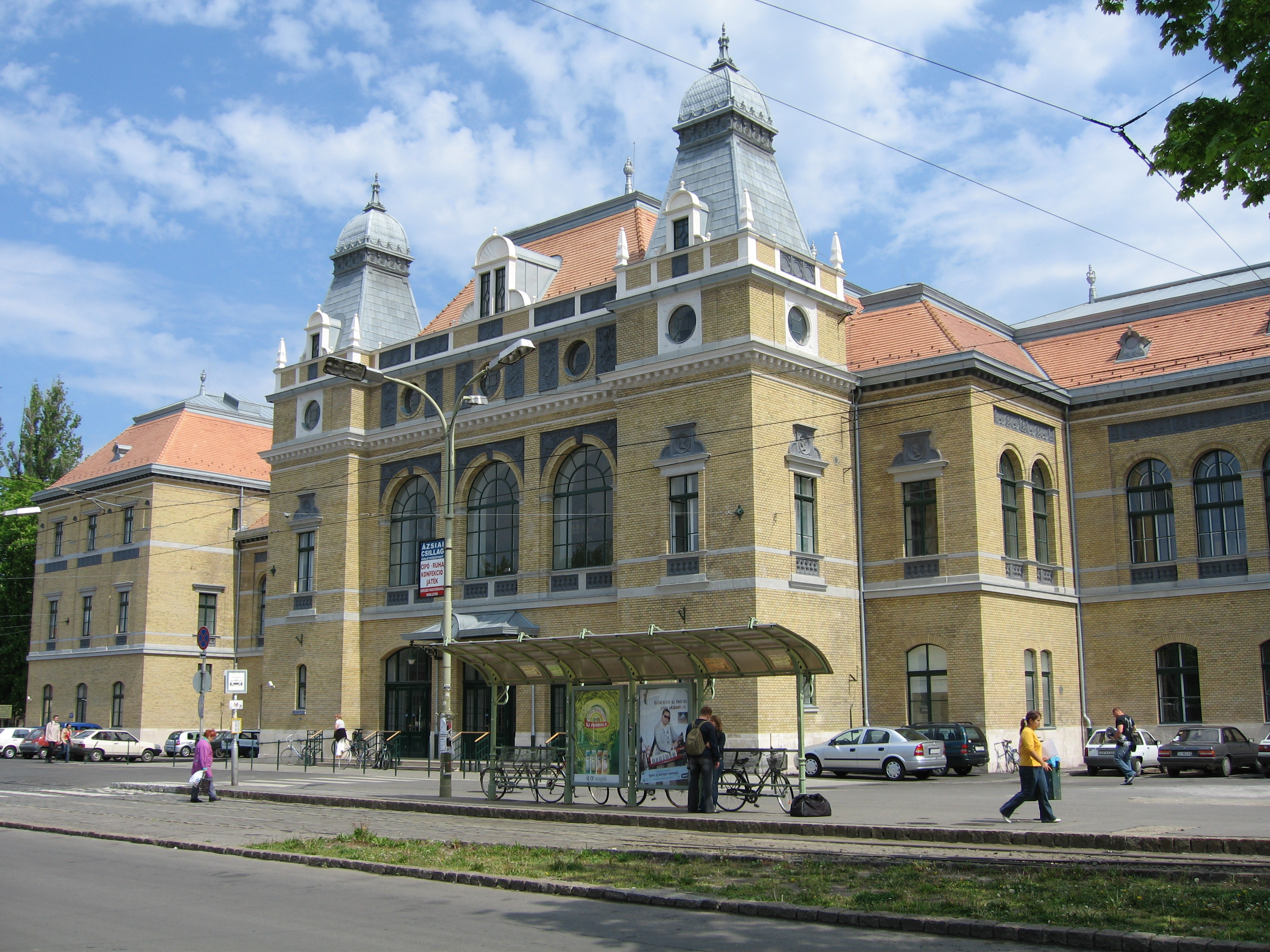
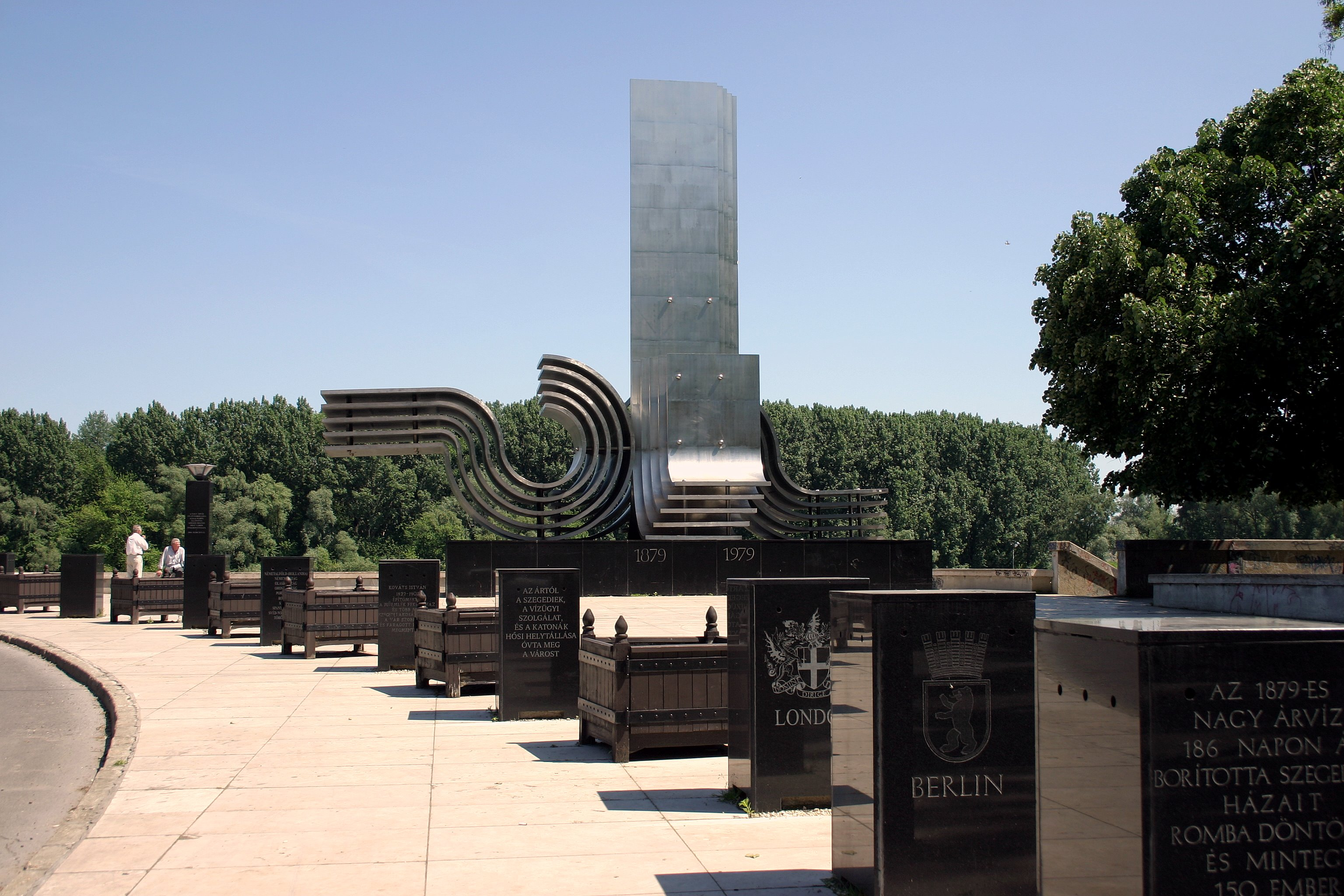
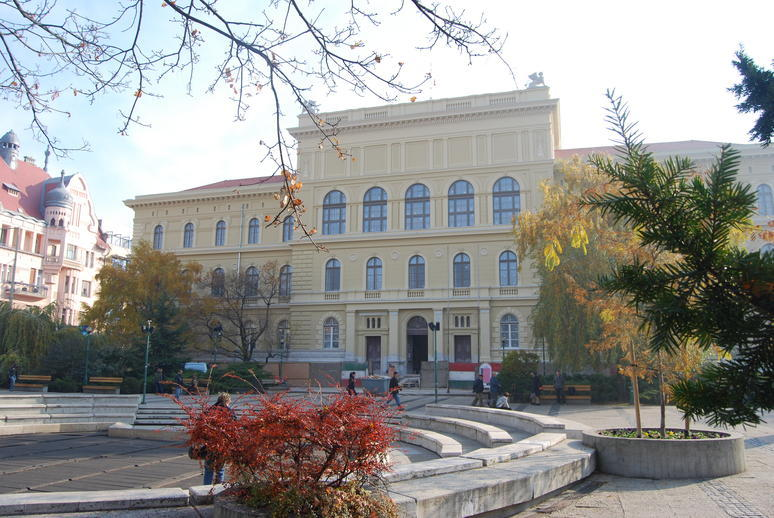
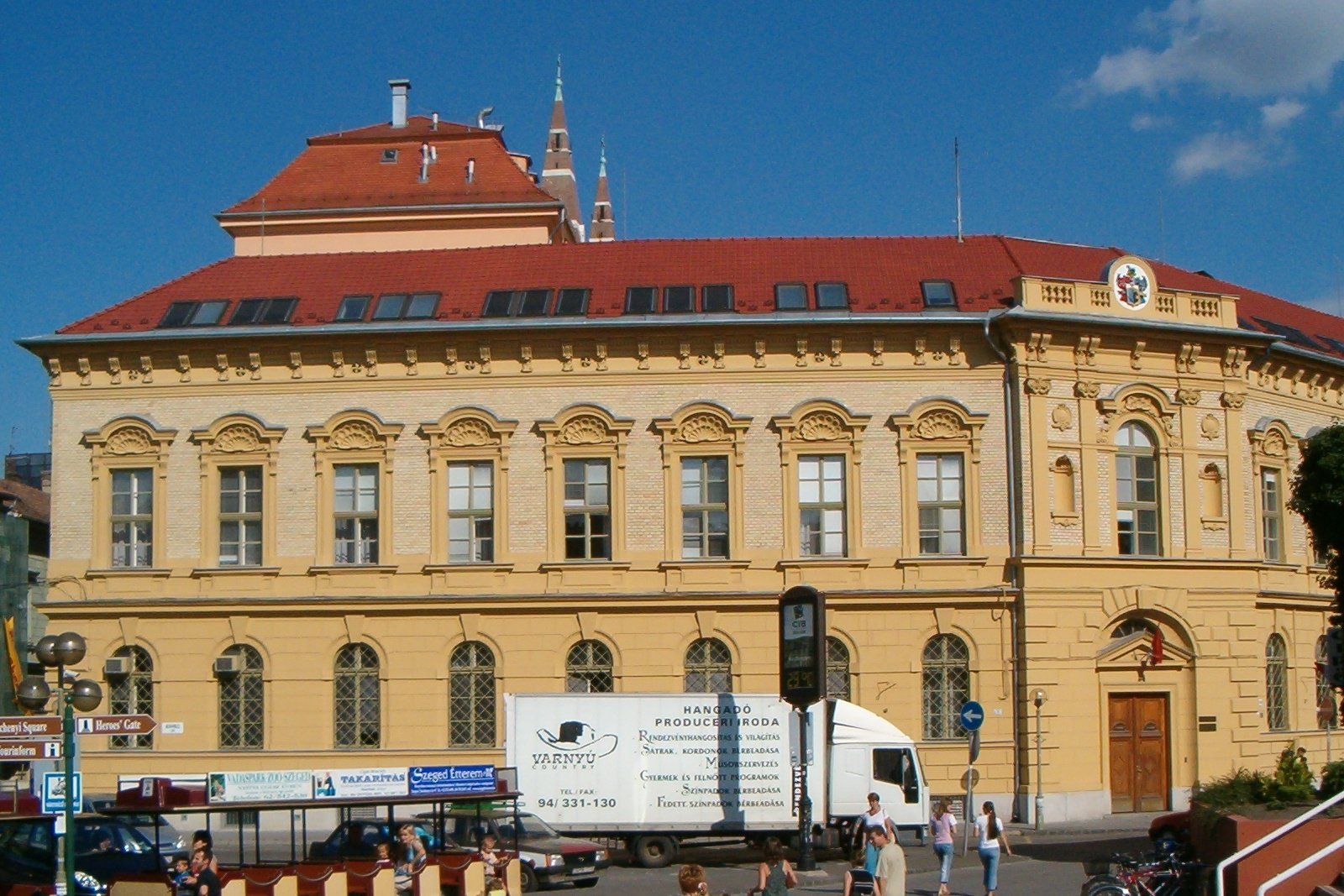
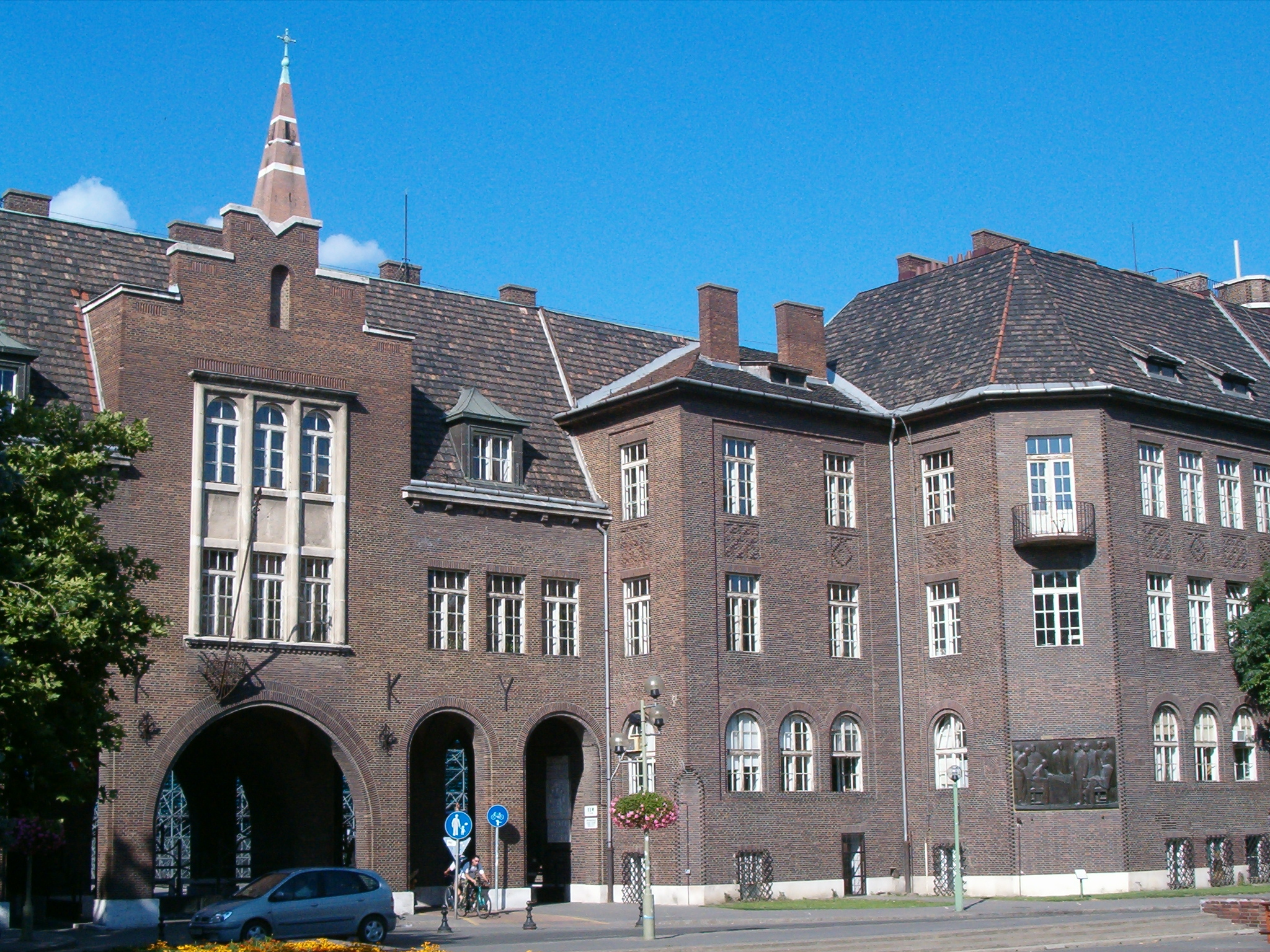
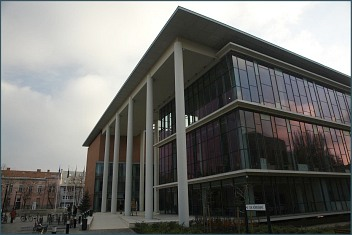
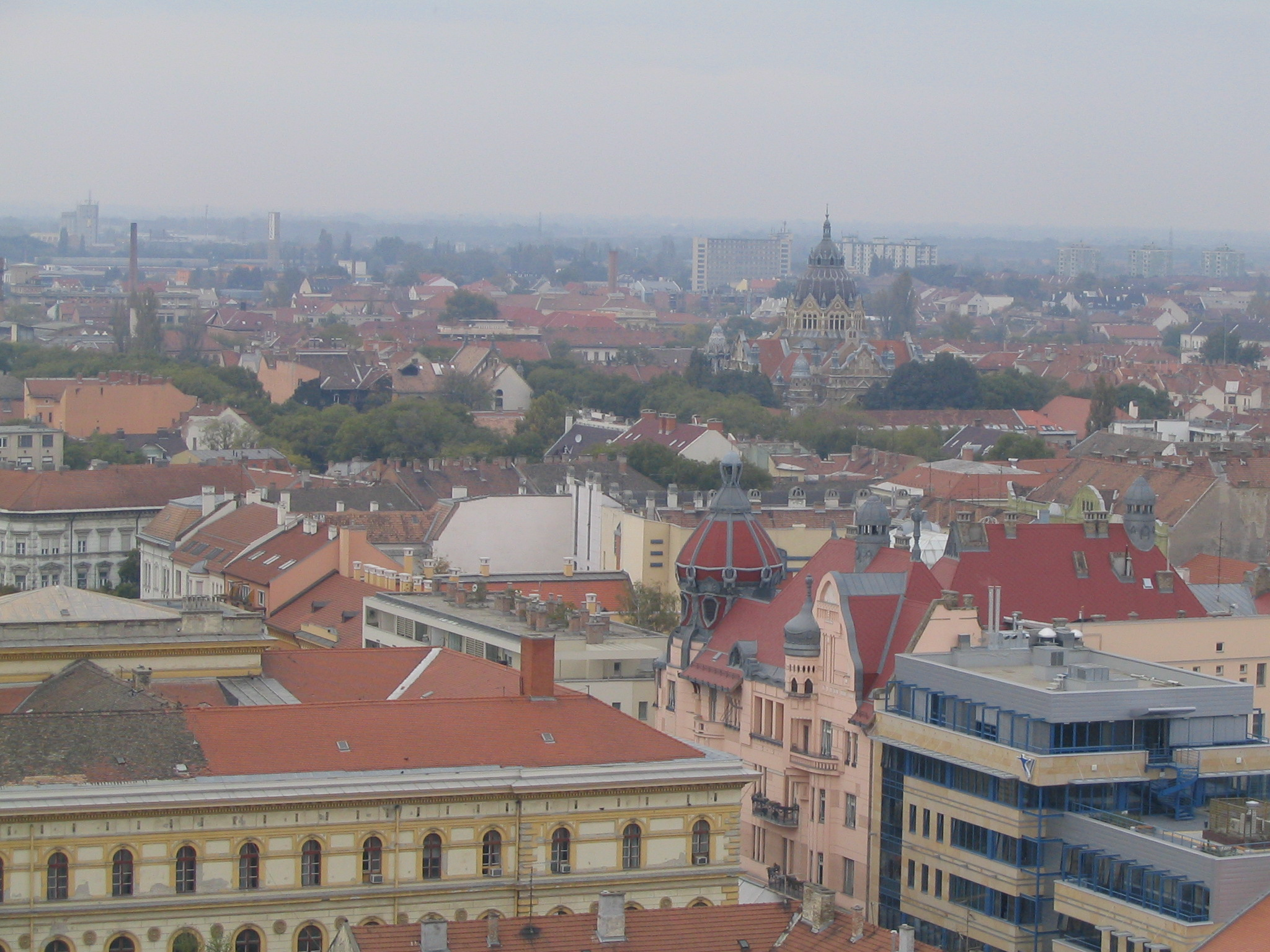
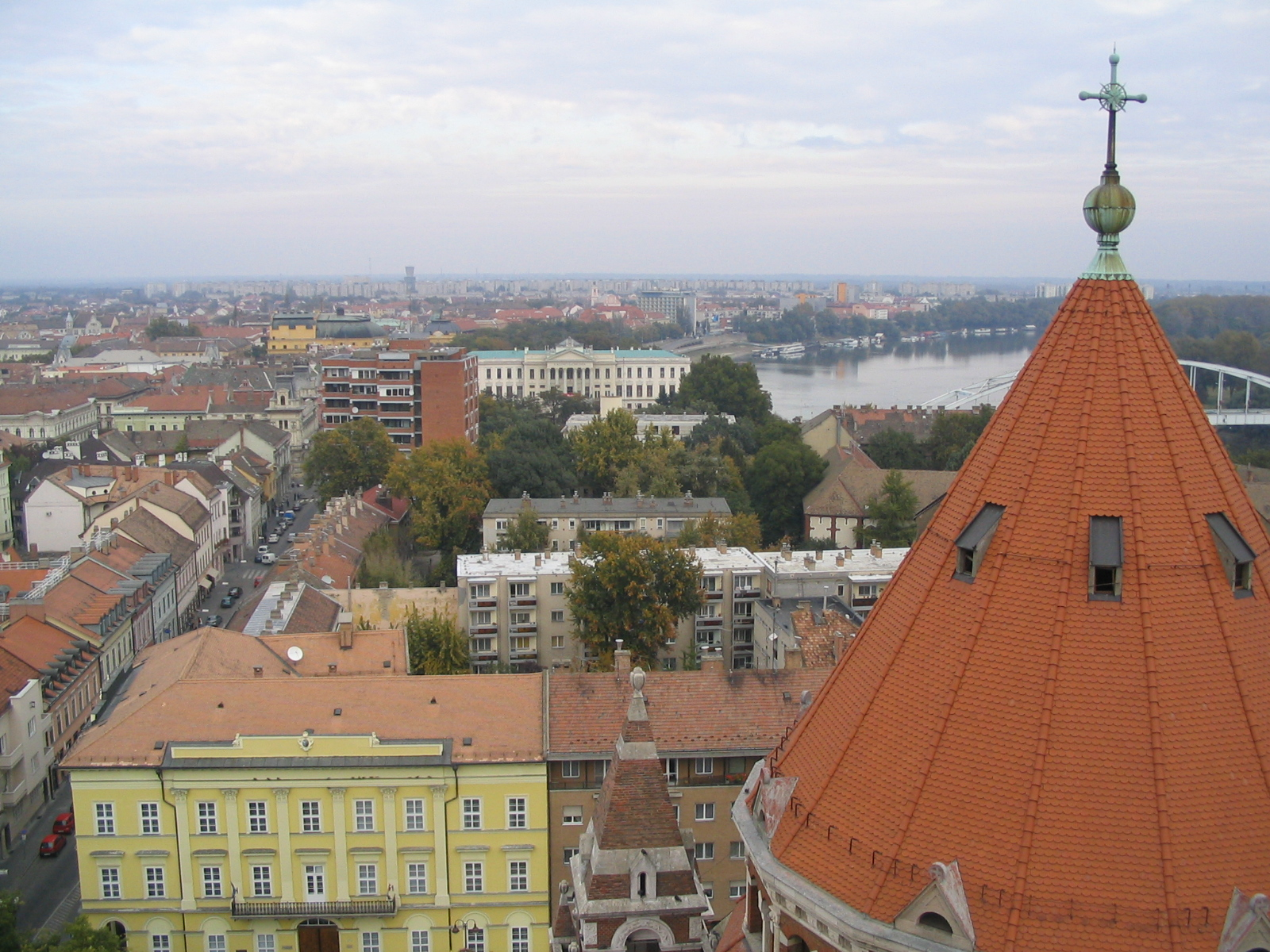
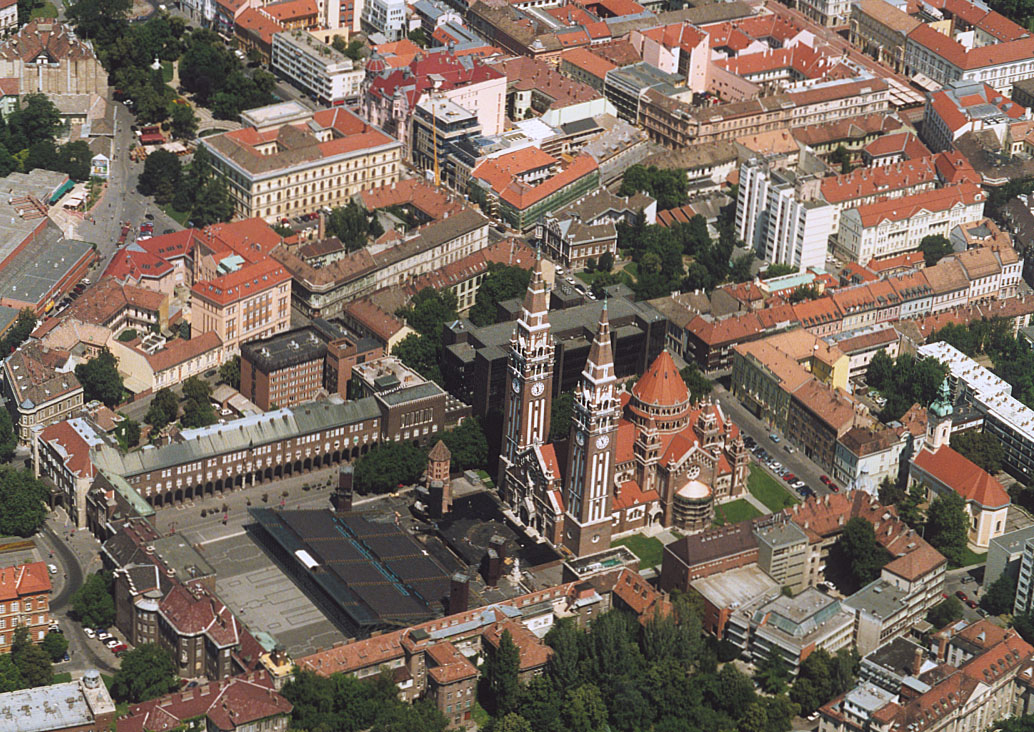
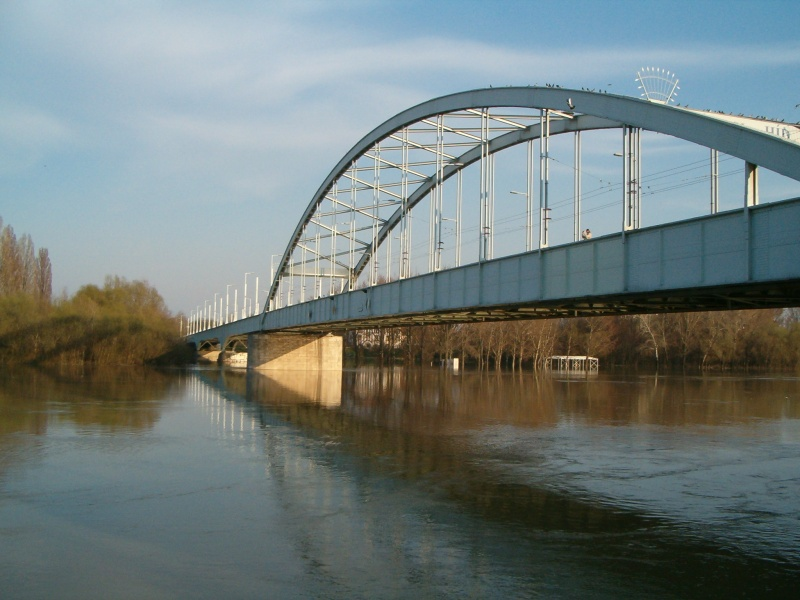
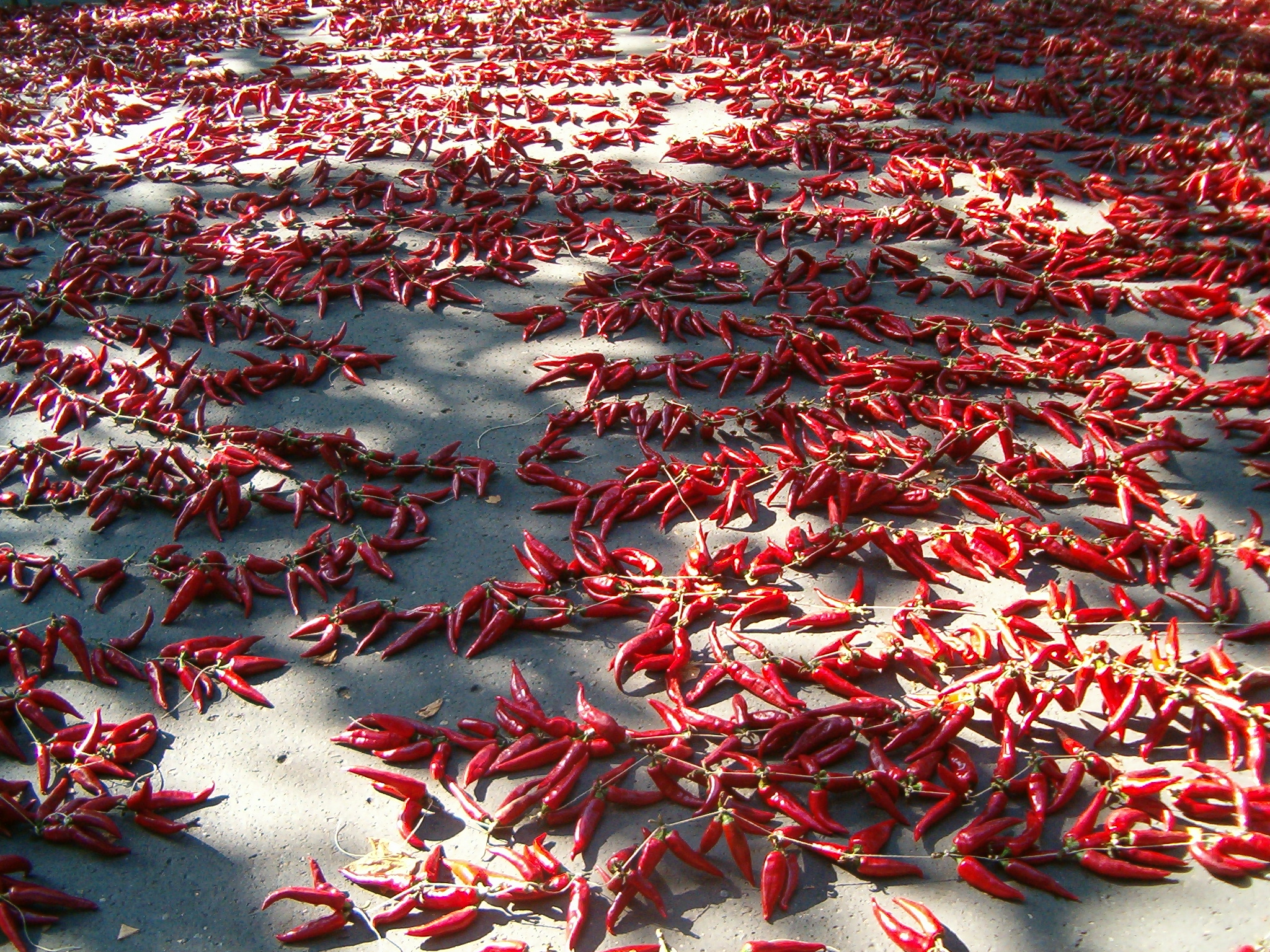
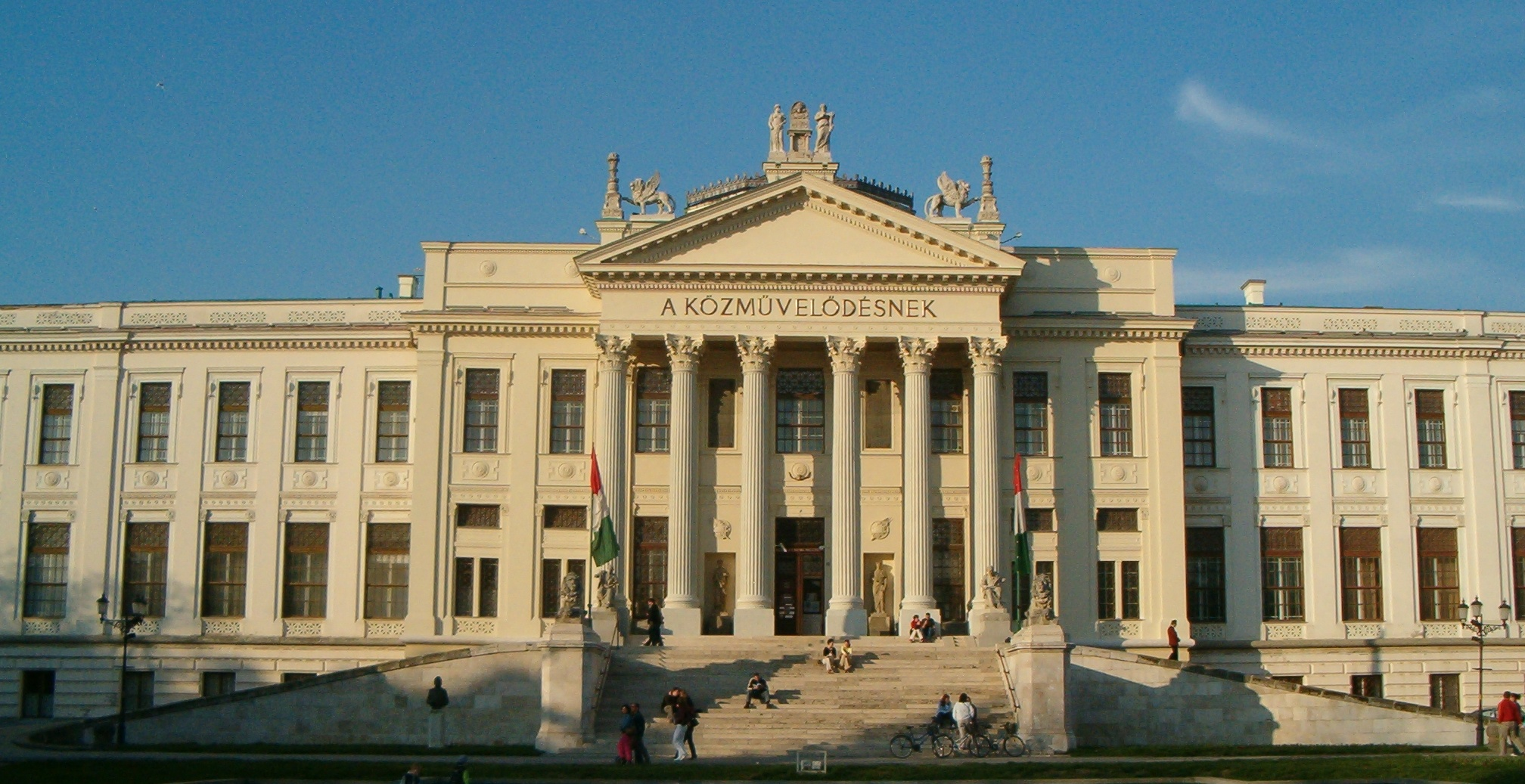
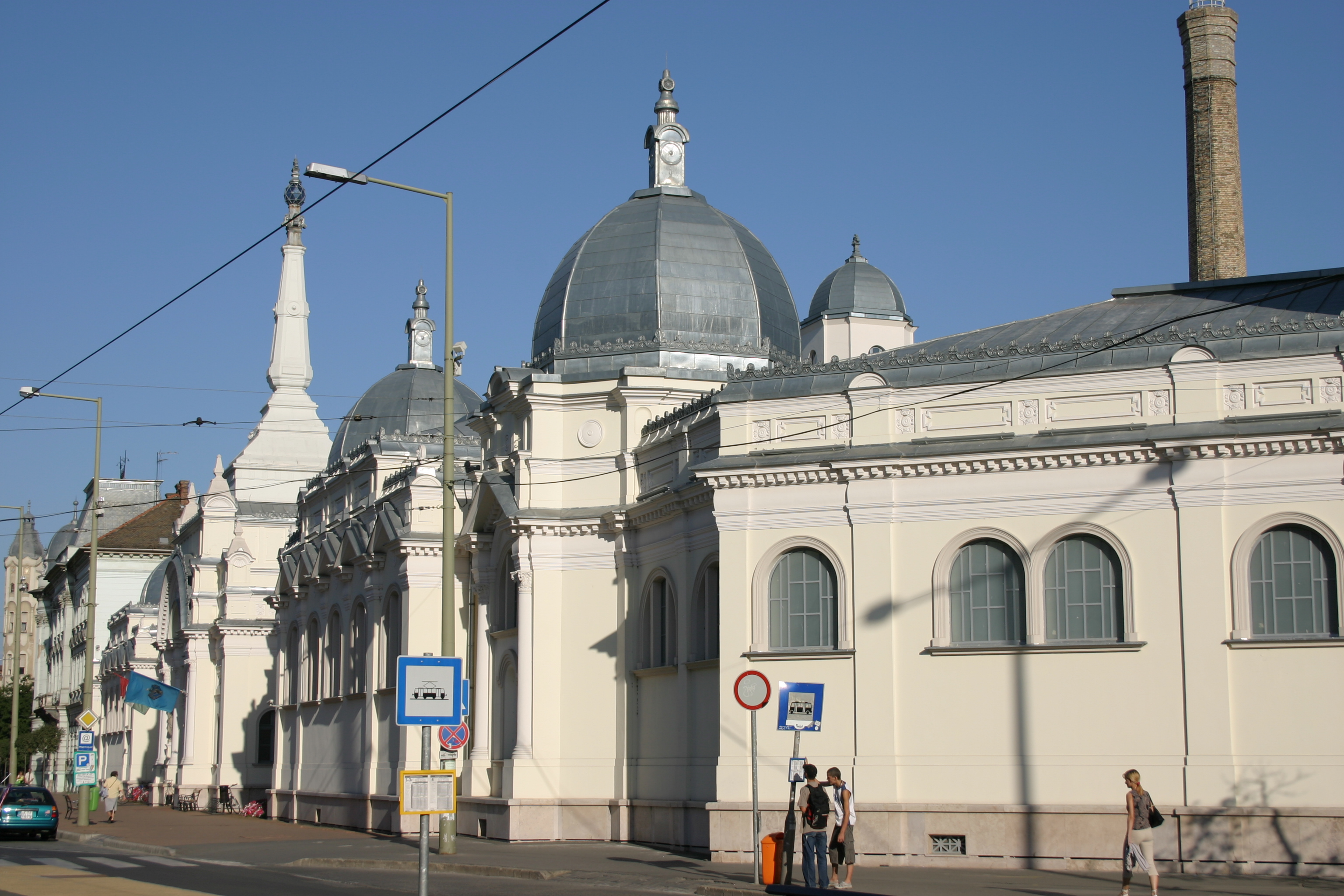